# Lisandro de la Torre

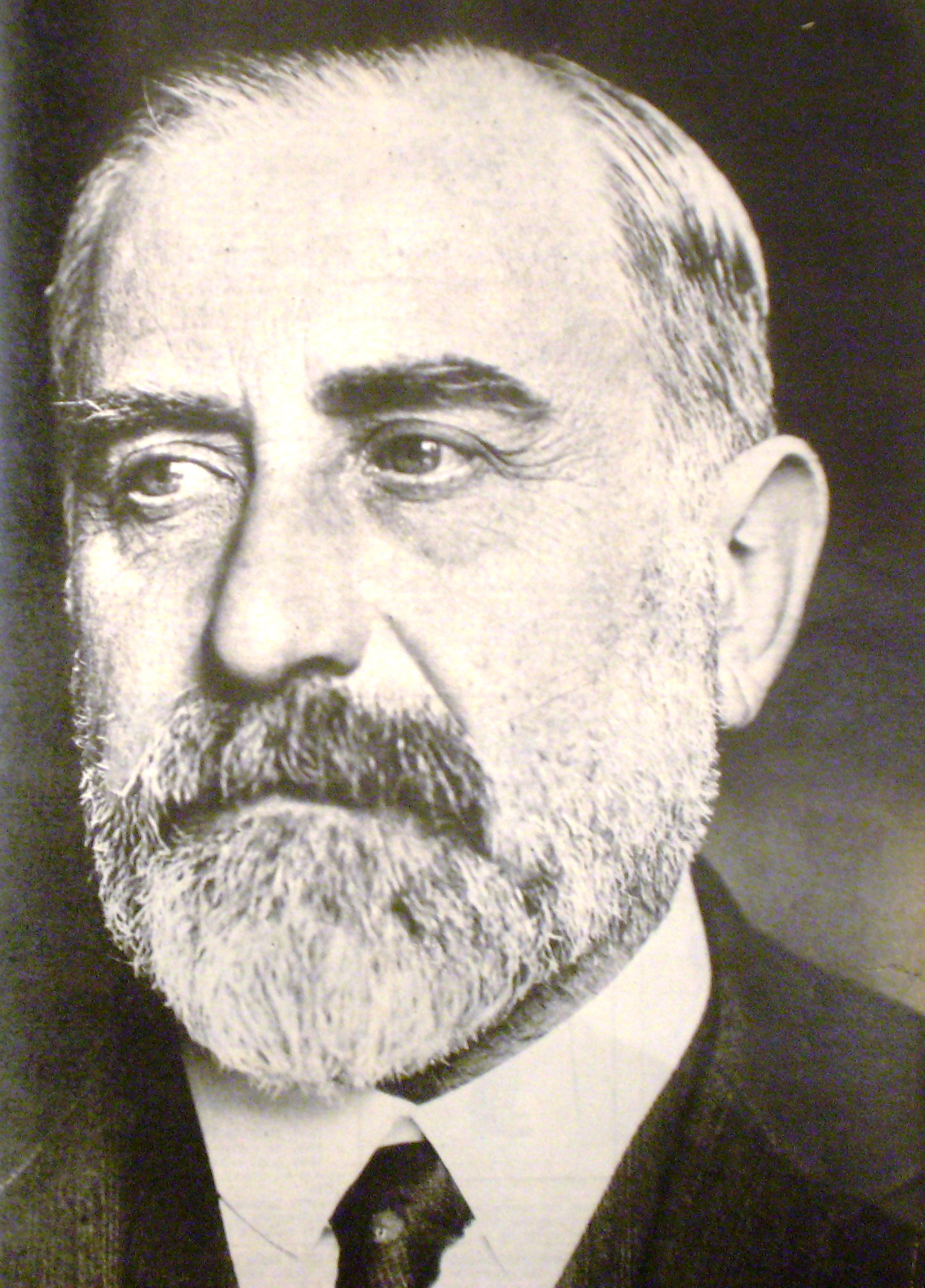
Lisandro de la Torre

Lisandro de la Torre (* 6. Dezember 1868 in Rosario; † 5. Januar 1939 in Buenos Aires) war ein argentinischer Rechtsanwalt und Politiker. Er setzte sich wesentlich für das Frauenwahlrecht in Argentinien ein.

## Biografie
De la Torre schloss 1890 sein Studium als Rechtsanwalt ab. 1897 trat er aus der Unión Cívica Radical aus. Zusammen mit Florencio Sánchez, welcher als Redaktionssekretär arbeitete, gründete de la Torre die Zeitung La República. Im Departamento San Lorenzo (Santa Fe) wurde de la Torre 1911 als Provinzabgeordneter gewählt. Ein Jahr später wurde er nationaler Abgeordneter Argentiniens. De la Torre gehörte dem Partido Demócrata Progresista (PDP) an. 1932 wurde er zum Senator gewählt. 1933 wirkte er wesentlich an der Einführung des Wahlrechts für Frauen mit.

1939 beging de la Torre in der Bundeshauptstadt Suizid. Die Urne mit seiner Asche wurde am Friedhof El Salvador in Rosario begraben.